# St. Marien (Ahausen)

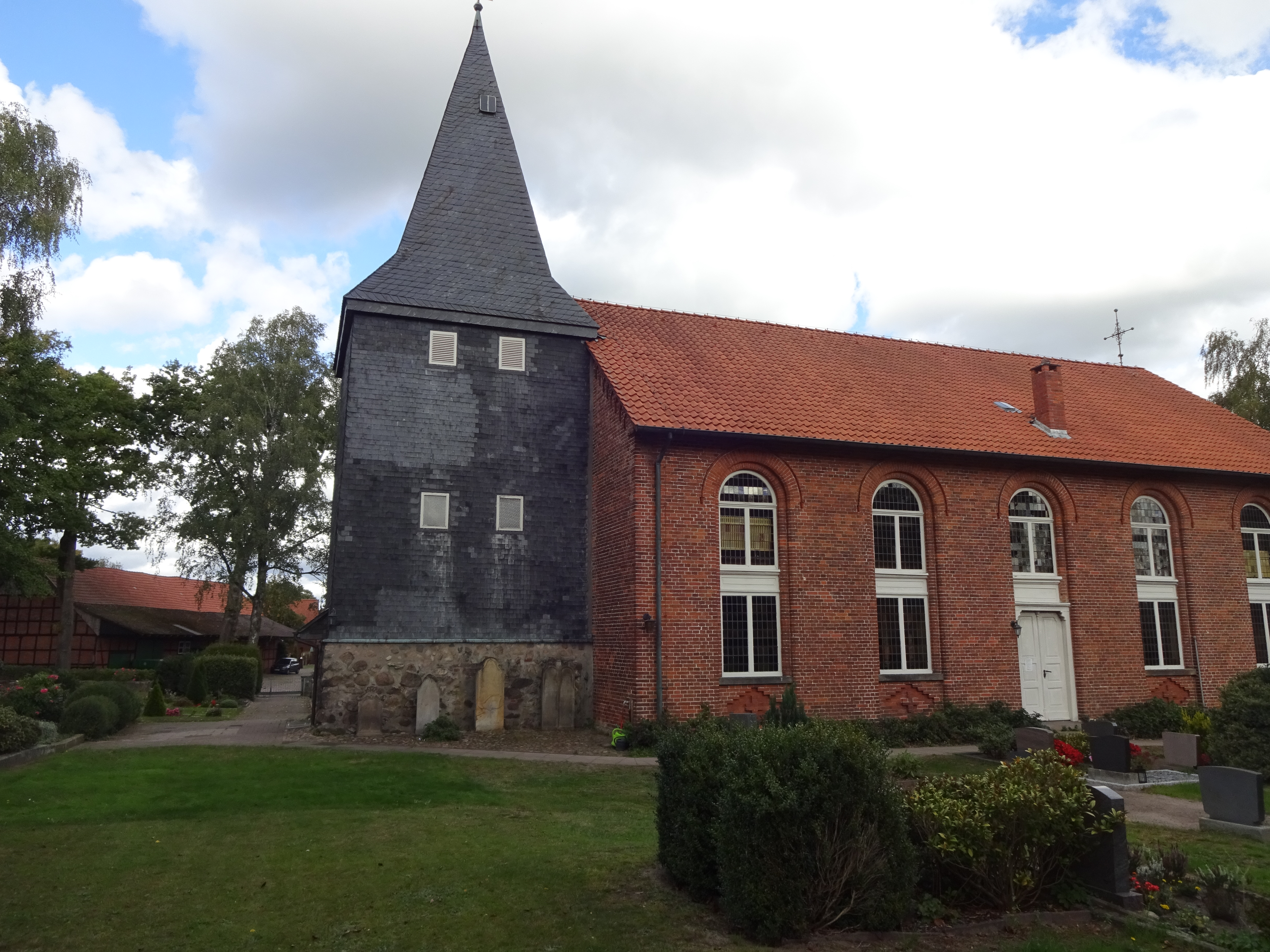
St. Marien in Ahausen

Die evangelisch-lutherische Kirche St. Marien, Hauptstraße 18, in der niedersächsischen Gemeinde Ahausen wurde  Mitte des 19. Jahrhunderts gebaut. Sie gehört zum  Kirchenkreis Rotenburg (Wümme) in der evangelischen Landeskirche Hannover.
Das Gebäude steht unter Denkmalschutz (siehe auch Liste der Baudenkmale in Ahausen).

## Geschichte und Beschreibung
Die Gemeinde Ahausen wurde erstmals 1226 erwähnt. Es lebten damals um 26 Familien, mehrheitlich Bauern. Es gab schon eine Kapelle oder Kirche mit einem eigenen Geistlichen, der der Domgemeinde in Verden unterstand. Die Gemeinde gehört seit 1974 zur Samtgemeinde Sottrum.
Eine Kirche bestand in Ahausen bereits im Mittelalter und ist seit dem 13. Jahrhundert belegt. Im Dreißigjährigen Krieg wurden Kirche und Dorf 1626 durch kaiserliche Truppen völlig zerstört und die Kirche mit Eichengebälk wiederaufgebaut. 1848 wurde dieses Kirchengebäude wegen Baufälligkeit abgerissen und es entstand das jetzige Gebäude, wobei der Turm erhalten blieb.

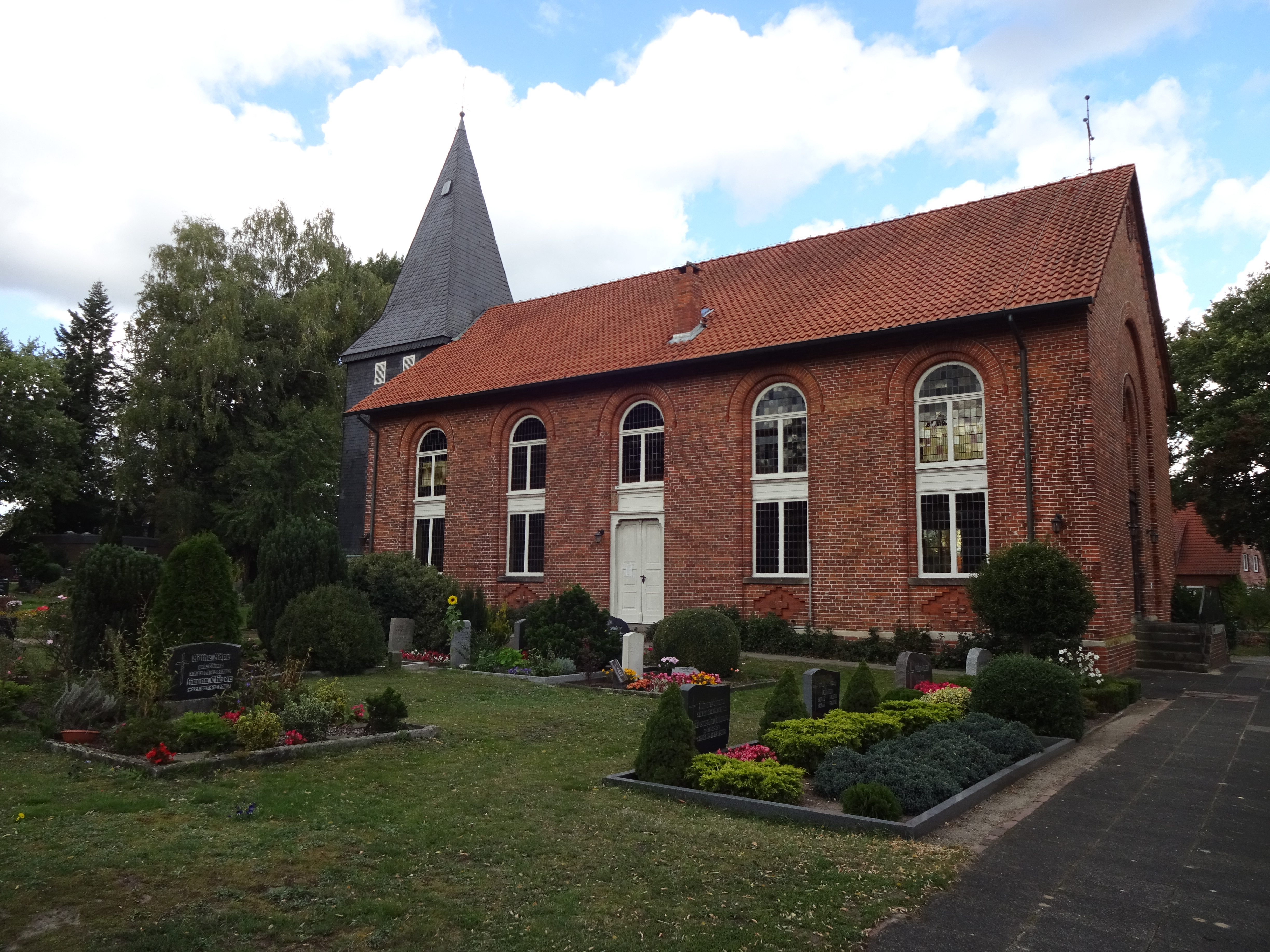
Südseite der Kirche und Friedhof

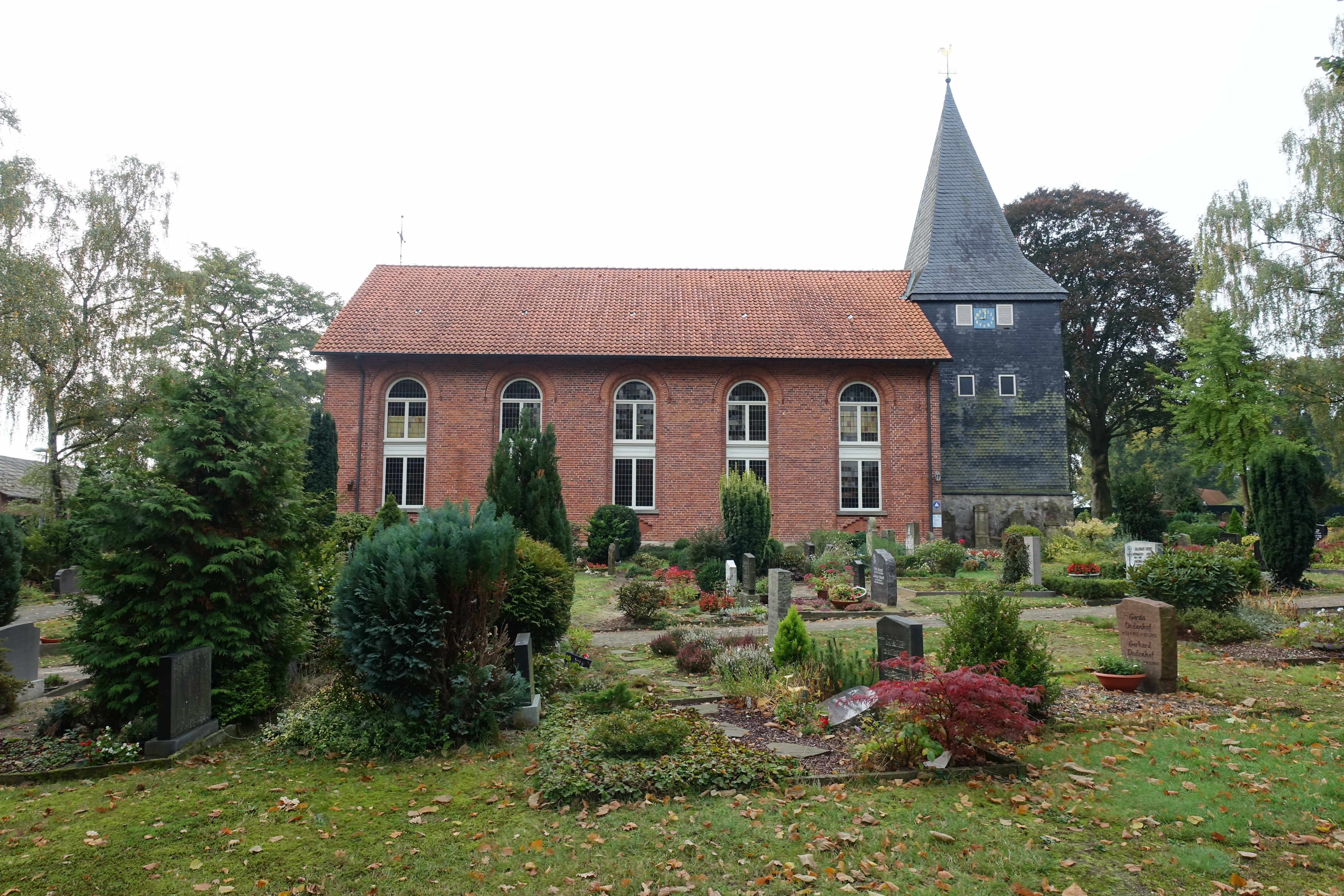
Nordseite der Kirche und Friedhof

Die verklinkerte klassizistische dreischiffige Saalkirche mit ziegelgedecktem Satteldach und zehn rundbogigen zweiteiligen Fenstern an beiden Seiten des Kirchenschiffs mit geradem Abschluss wurde laut Inschrift 1848 eingeweiht.
Turm: Der quadratische dreigeschossige Glockenturm auf einem Feldsteingeschoss mit zwei Geschossen aus Holz mit Schieferverkleidung und mit spitzem schiefergedeckten Knickhelm als Pyramidendach stammt von 1664.
Innen: Eine dreiseitig umlaufende Empore ist u. a. Standort der Orgel von 1864 von Johann Hinrich Röver. Im Inneren einige Kunstschätze wie der Kanzelaltar (17. Jahrhundert), das Altarbild (1957), Lesepult (Anfang des 19. Jh.), Opferstock und das Mosaik von Maria und Jesus.
Friedhof: Mit einigen Grabdenkmalen der zweiten Hälfte des 19. Jahrhunderts.
Das Landesdenkmalamt befand u. a.: „… Die Kirche liegt zentral in Ortsmitte westlich der Hauptstraße und bestimmt hierdurch das Ortsbild maßgeblich.“

## Kirchengemeinde
Das Kirchspiel der Marien-Kirchengemeinde Ahausen umfasst heute (2025) die Ortschaften Ahausen, Eversen, Hellwege und Unterstedt sowie einen Teil von Haberloh. Zur Gemeinde gehören 1870 Gemeindemitglieder. Bis 1848 gehörten auch noch die Moordörfer, die heute die Kirchengemeinde Posthausen bilden, zum Kirchspiel Ahausen.
Zur Kirchengemeinde Ahausen gehört auch die ev. Jugend AHS der ev. Jugend und der Jugendkonvent im Kirchenkreis Rotenburg.
Beim Gemeindehaus liegt der öffentlich zugängliche Perlengarten.